# Thérèse (film)
Pour les articles homonymes, voir Thérèse.
Pour plus de détails, voir Fiche technique et Distribution.
Thérèse est un film français réalisé par Alain Cavalier, sorti en 1986.
Sélectionné au Festival de Cannes 1986, le film y obtient le prix du jury. Il obtient ensuite six récompenses lors des Césars 1987, dont le César du meilleur film.

## Synopsis
Évocation très libre de la vie de la carmélite Thérèse de Lisieux, qui meurt de la tuberculose en 1897 et connaît l'épreuve spirituelle du doute (déréliction) avant de mourir.

## Fiche technique
- Titre : Thérèse
- Réalisation : Alain Cavalier
- Scénario : Alain Cavalier et Camille de Casabianca
- Photographie : Philippe Rousselot
- Montage : Isabelle Dedieu
- Décors : Bernard Evein
- Costumes : Yvette Bonnay
- Son : Alain Lachassagne
- Mixage : Dominique Dalmasso
- Musique : aucune musique originale (utilisation d'extraits d'œuvres de Jacques Offenbach et Gabriel Fauré)
- Production : Maurice Bernart
- Sociétés de production : AFC, Films A2
- Pays d'origine :  France
- Langue originale : français
- Format : couleurs - mono - 35 mm
- Genre : drame
- Durée : 94 minutes
- Dates de sortie :
  - France : 16 mai 1986 (Festival de Cannes) ; 24 septembre 1986 (sortie nationale) ; 22 septembre 2005 (DVD) ; 17 mai 1986 (reprise au Festival de Cannes)
  - Canada : 7 septembre 1986 (Festival de Toronto)
  - États-Unis : 2 octobre 1986 (Festival de New York) ; 17 décembre 1986 (sortie nationale)

## Distribution
- Catherine Mouchet : Thérèse Martin, devenue sœur Thérèse de l'Enfant-Jésus et de la Sainte-Face
- Hélène Alexandridis : Lucie
- Aurore Prieto : Céline Martin, la sœur de Thérèse
- Clémence Massart-Weit : la prieure
- Sylvie Habault : Pauline Martin, sœur de Thérèse
- Nathalie Bernart : Aimée
- Mona Heftre : Marie Martin, sœur de Thérèse
- Beatrice de Vigan : la chanteuse
- Jean Pélégri : M. Martin, père de Thérèse
- Pierre Maintigneux : le docteur
- Jean Pieuchot : l'évêque
- Guy Faucon : le fiancé d'Aimée
- Armand Meppiel : le pape
- Joël Lefrançois : le jeune médecin
- Ghislaine Mona : Marie, une religieuse
- Fabrice Rebois : un ersatz
- Michel Rivelin : Pranzini
- Pierre Baillot : le prêtre
- Renée Crétien : Les Pétales
- Josette Lefèvre : une relieuse
- Noëlle Chantre : l'ancienne

## Distinctions

### Récompenses
- Festival de Cannes 1986 :
  - Prix du jury
  - Mention spéciale du Prix du jury œcuménique
- Prix Méliès 1986 du Syndicat français de la critique de cinéma et des films de télévision
- Césars 1987 : 
  - César du meilleur film de l'année pour le réalisateur Alain Cavalier et le producteur Maurice Bernart
  - César du meilleur réalisateur : Alain Cavalier
  - César du meilleur scénario original ou adaptation : Alain Cavalier et Camille de Casabianca
  - César du meilleur espoir féminin : Catherine Mouchet dans le rôle de Thérèse
  - César de la meilleure photographie : Philippe Rousselot
  - César du meilleur montage : Isabelle Dedieu

### Nominations et sélections
- Festival de Cannes 1986 : sélection officielle, en compétition pour la Palme d'or
- Festival de Chicago : sélection officielle, en compétition pour le Gold Hugo
- Césars 1987 : 
  - César du meilleur son pour Dominique Dalmasso et Alain Lachassagne
  - César des meilleurs costumes pour Yvette Bonnay
  - César des meilleurs décors pour Bernard Evein
  - César de la meilleure affiche pour Gilbert Raffin
- Prix David di Donatello 1987 :
  - David di Donatello de la meilleure réalisation étrangère pour Alain Cavalier
  - David di Donatello du meilleur producteur étranger pour Maurice Bernart

## Autour du film
En 1988, est réalisé par Guillaume Perrotte, réalisateur de publicités, une fausse bande-annonce pour une suite au film, parodiant Rambo 2 : La Mission, avec Brigitte Lahaie dans le rôle de Thérèse de Lisieux : Thérèse II, la mission.